# Сао Томе и Принсипе на Светском првенству у атлетици на отвореном 2015.
Сао Томе и Принсипе је учествовао на Светском првенству у атлетици на отвореном 2015. одржаном у Пекингу од 22. до 30. августа. Репрезентацију Сао Томе и Принсипа представљао је један атлетичар који се такмичио у трци на 100 метара.,
На овом првенству Сао Томе и Принсипе није освојило ниједну медаљу. Није било нових рекорда.

## Учесници
Мушкарци:
- Жоао де Барос — 100 м

## Резултати

### Мушкарци
| Атлетичар     | Дисциплина | Лични рекорд | Предтакмичење | Предтакмичење | Квалификације        | Квалификације        | Полуфинале           | Полуфинале           | Финале               | Финале       | Детаљи |
| Атлетичар     | Дисциплина | Лични рекорд | Резултат      | Место         | Резултат             | Место                | Резултат             | Место                | Резултат             | Место        | Детаљи |
| ------------- | ---------- | ------------ | ------------- | ------------- | -------------------- | -------------------- | -------------------- | -------------------- | -------------------- | ------------ | ------ |
| Жоао де Барос | 100 м      | 10,93        | 11,07         | 5 гр 1        | Није се квалификовао | Није се квалификовао | Није се квалификовао | Није се квалификовао | Није се квалификовао | 54 / 68 (71) |        |